# Обсерватория Вайну Баппу
Обсерватория Вайну Баппу — астрономическая обсерватория, основанная в 1968 году в селении Джавади Хиллз около города en:Kavalur, штат Тамилнад, Индия. Обсерватория принадлежит Индийскому институту астрофизики. Обсерватория носит имя её первого директора en:Vainu Bappu. Историческая преемница Мадрасской обсерватории.

## Руководители обсерватории
- Dr. M K V Bappu (1927—1982)
- сейчас — Professor S. S. HASAN

## Инструменты обсерватории
- 2.3-м (f/13) телескоп-рефлектор (работает с 1986 года)
- 1-м (f/13) телескоп-рефлектор Цейсс
- 75-см Кассегрен
- интерферометр Фабри-Перо
- 45-см камера Шмидта
- 38-см фотометрический телескоп
- Лазерный дальномер «INTERKOSMOS (LD-1)» (1976г)[1]

## Направления исследований
- Звёздная астрономия
- Внегалактическая астрономия

## Основные достижения
- В 1972 году при помощи 1-м телескопа была обнаружена атмосфера у спутника Юпитера — Ганимеда
- В 1977 году при помощи 1-м телескопа были обнаружены кольца Урана
- В 1984 году было сообщено об открытии тонких внешних колец вокруг Сатурна
- 17 февраля 1988 года был открыт астероид (4130) Ramanujan — это первое открытие астроида в Индии в XX веке.

## Адрес обсерватории
- Vainu Bappu Observatory, Indian Institute of Astrophysics, Kavalur, Alangayam 635 701 INDIA

## Интересные факты
- 2.3-м телескоп — является вторым крупным оптическим телескопом в Азии после телескопа DOT ARIES с главным зеркалом 3.6 м

.
- Наилучшее наблюдательное время в обсерватории — с января по май.